# Aflam TV
Aflam TV ou Assabiâa (en arabe : TV أفلام) est la septième chaîne de télévision marocaine publique consacrée au cinéma national, créée le 31 mai 2008 par la Société nationale de radiodiffusion et de télévision. Cette chaîne diffuse des films, des séries, des pièces théâtrales et des programmes concernant le cinéma avec une grille des programmes 100% marocaine.

## Programmes
Chaque matin à 7h, une diffusion de l'hymne national suivie d'une lecture coranique à lieu.
Comme pour chaque chaine TV et Radio de la SNRT, la retransmission de la prière du vendredi y est diffusé depuis une mosquée du Royaume, généralement depuis Rabat.

## Galerie

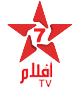
Logo avec le texte situé sous l'icône.
Logo avec le texte situé à gauche de l'icône.